# Жучжоу
Жучжоу (кит. спр. 汝州市, піньїнь: Rŭzhōu Shì) — місто-повіт в китайській провінції Хенань, складова міста Піндіншань.

## Географія
Жучжоу розташовується на висоті понад 200 метрів над рівнем моря у центральній частині провінції.

### Клімат
Місто знаходиться у зоні, котра характеризується вологим субтропічним кліматом. Найтепліший місяць — липень із середньою температурою 27 °C. Найхолодніший місяць — січень, із середньою температурою 1,3 °С.
| Клімат Жучжоу           | Клімат Жучжоу | Клімат Жучжоу | Клімат Жучжоу | Клімат Жучжоу | Клімат Жучжоу | Клімат Жучжоу | Клімат Жучжоу | Клімат Жучжоу | Клімат Жучжоу | Клімат Жучжоу | Клімат Жучжоу | Клімат Жучжоу | Клімат Жучжоу |
| Показник                | Січ.          | Лют.          | Бер.          | Квіт.         | Трав.         | Черв.         | Лип.          | Серп.         | Вер.          | Жовт.         | Лист.         | Груд.         | Рік           |
| Середній максимум, °C   | 6,6           | 9,5           | 14,5          | 22,2          | 27,1          | 31,6          | 31,7          | 30,3          | 26,6          | 21,5          | 14,8          | 8,5           | 20,4          |
| Середня температура, °C | 1,3           | 3,9           | 8,7           | 15,8          | 21            | 25,8          | 27            | 25,6          | 21,2          | 15,6          | 9             | 3,1           | 14,8          |
| Середній мінімум, °C    | −2,9          | −0,7          | 3,4           | 9,8           | 15,2          | 20,3          | 22,9          | 21,6          | 16,7          | 10,8          | 4,4           | −1,2          | 10            |
| Норма опадів, мм        | 10.6          | 14.1          | 29            | 34.3          | 64.1          | 64.7          | 134.9         | 130.3         | 73            | 43.1          | 23            | 10.6          | 631.7         |
| Вологість повітря, %    | 57            | 59            | 62            | 61            | 64            | 62            | 76            | 79            | 74            | 67            | 62            | 56            | 64.9          |
| ----------------------- | ------------- | ------------- | ------------- | ------------- | ------------- | ------------- | ------------- | ------------- | ------------- | ------------- | ------------- | ------------- | ------------- |
| Джерело: data.cma.cn    |               |               |               |               |               |               |               |               |               |               |               |               |               |